# Het religieuze zintuig
Het religieuze zintuig (Il senso religioso) is het belangrijkste en meest vertaalde boek van de Italiaanse katholieke priester en theoloog Luigi Giussani, stichter van Gemeenschap en Bevrijding. Het is het eerste deel van het ParCours, een serie in drie delen die voor het eerst in het Italiaans werd uitgegeven tussen 1986 en 1992. Het boek is in tientallen talen vertaald, waaronder het Japans en het Arabisch.

## Publicatie
Het boek werd in 1986 uitgegeven door de Milanese uitgeverij Jaca Book. In 1990 kwam het daarop volgende deel uit getiteld Aan de oorsprong van wat het christendom beweert en in 1992 Waarom de Kerk? In 1997 werd een herziene editie gepubliceerd door de uitgeverij Rizzoli. Het boek werd in 2017 uitgegeven in het Nederlands door Uitgeverij Betsaida. Kardinaal Simonis schreef daar het voorwoord bij.

## Inhoud
Het boek gaat uit van drie premissen: realisme, redelijkheid en de invloed van de moraliteit op de dynamiek van het kennen. Giussani gaat uit van de ervaring, het ik-in-actie, waarbij zowel materiële als geestelijke factoren naar boven komen, waaronder de vraag naar de uiteindelijke zin van het leven. De mens heeft de behoefte aan iets dat beantwoord aan zijn oneindige verlangen: het mysterie. Daarna gaat hij in op onredelijke houdingen ten aanzien van de ultieme vragen, de manier waarop de ultieme vragen ontwaken en de opvoeding tot de vrijheid. Het boek eindigt met de hypothese van de openbaring.

## Varia
- De Engelstalige editie van de Canadese McGill-Queen's University Press werd op 11 december 1997 gepresenteerd in het Hoofdkwartier van de Verenigde Naties in New York met bijdragen van een Japanse boeddhistische hoogleraar Shingen Takagi, de joodse musicus David Horowitz en de katholieke theoloog David Schindler.[4]
- In 1999 sprak kardinaal Jorge Mario Bergoglio (de huidige paus Franciscus) bij de presentatie van de Spaanse versie van Het religieuze zintuig in Buenos Aires.[5]